# Traveling Wilburys Vol. 1
Traveling Wilburys Vol. 1 è un album del supergruppo Traveling Wilburys, pubblicato il 24 ottobre 1988.

## Descrizione
La storia dei Traveling Wilburys nasce durante la lavorazione di un album di George Harrison. Cloud Nine, prodotto da Jeff Lynne, aveva segnato il ritorno di Harrison nell'olimpo delle rockstar, grazie a un grande successo di critica e pubblico. Al momento di pubblicare il terzo singolo, This is love, la casa discografica chiese a Harrison un inedito per il lato B. Egli compose Handle with Care, alla cui registrazione Lynne invitò Roy Orbison, per il quale stava producendo Mystery Girl. Ben presto al gruppo si aggiunsero Bob Dylan e Tom Petty. Constatato l'appeal radiofonico del pezzo, i 5 decisero di formare un estemporaneo super-gruppo, ribattezzandosi Traveling Wilburys (ognuno con un proprio pseudonimo).
Ben diverso dagli egocentrici e pomposi super-gruppi degli anni settanta, il gruppo si concentrò su semplici e diretti rock'n'roll, creando un'atmosfera fresca e rilassata. Il pubblico e la critica premiarono il progetto, che raggiunse il 16º posto in Gran Bretagna e addirittura il 3° negli Stati Uniti. I critici lodarono la freschezza delle composizioni e il profilo basso mantenuto dalle 5 superstar. L'album vinse un Grammy come miglior performance rock di gruppo o duo.
L'improvvisa morte di Orbison per un attacco cardiaco pose fine a ogni voce di tour promozionale. Fu pubblicato un secondo singolo (End of the line), dopodiché l'album (così come il suo successore), andò fuori catalogo, divenendo molto ricercato tra i collezionisti.
Nel 2007 i due album furono ripubblicati in cofanetto, The Traveling Wilburys Collection, insieme a un DVD e a tracce bonus.

## Tracce
Testi e musiche di Traveling Wilburys.
Lato A
1. Handle with Care – 3:20
2. Dirty World – 3:30
3. Rattled – 3:00
4. Last Night – 3:48
5. Not Alone Any More – 3:24

Lato B
1. Congratulations – 3:30
2. Heading for the Light – 3:37
3. Margarita – 3:15
4. Tweeter and the Monkey Man – 5:30
5. End of the Line – 3:30

## Formazione
Traveling Wilburys
- Nelson Wilbury (George Harrison) – chitarra solista, chitarra slide, voce, armonie vocali
- Otis Wilbury (Jeff Lynne) – chitarra, tastiere, voce, armonie vocali
- Charlie T. Wilbury Jr (Tom Petty) – basso, chitarra acustica, chitarra ritmica, voce, armonie vocali
- Lefty Wilbury (Roy Orbison) – chitarra acustica, voce, armonie vocali (tranne in Tweeter and the Monkey Man)
- Lucky Wilbury (Bob Dylan) – chitarra acustica, armonica a bocca, voce, armonie vocali

Altri musicisti
- Buster Sidebury (Jim Keltner) – batteria
- Jim Horn – sassofoni
- Ray Cooper – percussioni
- Ian Wallace – tom toms in Handle with Care

Crediti
- Otis Wilbury & Nelson Wilbury - produttore